# 송용찬
송용찬(宋龍贊, 1952년 2월 12일~)은 대한민국의 공무원이다. 제2대 행정중심복합도시건설청 차장을 지냈다. 제주도 제주시 출생이다.

## 학력
- 성균관대학교 법학 학사
- 워싱턴대학교 세인트루이스교 경영행정대학원 행정학 석사

## 경력
- 1998: 건설교통부 수송정책실 도시관리과장
- 1999.06: 건설교통부 항공국 국제항공과장
- 1999.12: 건설교통부 토지정책과장
- 2001.02: 건설교통부 총무과장
- 2001.10: 건설교통부 도시건축심의관
- 2002.06: 건설교통부 감사관
- 2004.08: 건설교통부 도시국장
- 2005.07: 건설교통부 육상교통국장
- 2007.06: 행정중심복합도시건설청 차장
- 2008.11: 건설공제조합 이사장

| 전임 유승화 | 제2대 행정중심복합도시건설청 차장 2007년 6월~2008년 3월 | 후임 서종대 |